# Koji Okamoto
Koji Okamoto (Hyogo, 9 april 1976) is een voormalig Japans voetballer.

## Carrière
Koji Okamoto speelde tussen 1995 en 1998 voor Vissel Kobe.